# Верхи (Ельский район)
Верхи (бел. Вярхі) — деревня в Старовысоковском сельсовете Ельского района Гомельской области Белоруссии.

## География

### Расположение
В 26 км на запад от районного центра и железнодорожной станции Ельск (на линии Калинковичи — Овруч), в 203 км от Гомеля.

## Гидрография
На юге мелиоративные каналы.

## Транспортная сеть
Транспортные связи по просёлочной, затем автомобильной дороге Старое Высокое — Ельск. Планировка состоит из прямолинейной улицы, ориентированной с юго-запада на северо-восток, к которой на юге присоединяется идущая с запада короткая улица. Застройка двусторонняя, деревянная, усадебного типа.

## История
Основана в начале XX века переселенцами из соседних деревень. В 1917 году в Королинской волости Мозырского уезда Минской губернии. В 1931 году жители вступили в колхоз. Во время Великой Отечественной войны 18 июля 1942 года оккупанты сожгли деревню и расстреляли 100 жителей (похоронены в могиле жертв фашизма в центре деревни). 34 жителя погибли на фронте. В 1959 году в составе колхоза «Звезда» (центр — деревня Старое Высокое).

## Население

### Численность
- 2004 год — 24 хозяйства, 44 жителя.

### Динамика
- 1917 год — 120 жителей.
- 1925 год — 28 дворов, 168 жителей.
- 1940 год — 46 дворов, 184 жителя.
- 1959 год — 159 жителей (согласно переписи).
- 2004 год — 24 хозяйства, 44 жителя.